# Yuki Nagato
Yuki Nagato (長門 有希?, Nagato Yuki) è uno dei personaggi della serie di light novel La malinconia di Haruhi Suzumiya di Nagaru Tanigawa e del manga e dell'anime da essa tratti. È doppiata in originale da Minori Chihara, mentre la voce italiana è di Perla Liberatori.

## Biografia e carattere
Yuki Nagato è una studentessa silenziosa nonché l'unico membro delle Brigata SOS ad essersi unito al gruppo spontaneamente e non per coercizione di Haruhi Suzumiya. Era rimasto l'unico membro del club di letteratura dopo che i suoi compagni si sono diplomati, e la stanza di quel club diventa quella della Brigata SOS. Vive da sola in un appartamento, indossa sempre l'uniforme scolastica e spesso porta gli occhiali da vista. In realtà Yuki è un'"interfaccia umanoide" creata da forme di vita incorporee dette "entità integrate di dati" (una sola "entità integrata" nella versione italiana del manga) con lo scopo di studiare gli eventi sulla Terra, e specificatamente Haruhi, in grado di creare enormi quantità di dati dal nulla.
Essendo un umano artificiale, Yuki ha numerose abilità paranormali, come la capacità di manipolare le proprietà degli ambienti e dei materiali (per esempio in un episodio ha fatto in modo che una mazza di baseball colpisse solo per degli home run). Inoltre è in grado di cambiare i dati intorno a lei per coprire o giustificare determinate azioni (quando Ryoko Asakura viene eliminata, fa in modo che tutti pensino sia andata in Canada), o per ricostruire ambienti e oggetti distrutti. In più lei stessa è in possesso di una forza, un'agilità e una resistenza sovrumana, al punto che anche ferita, Yuki è in grado di rigenerarsi da sola.
Il suo essere artificiale le conferisce anche un altissimo livello di intelligenza: è in grado di imparare le regole ed il concetto di qualsiasi gioco all'istante, così come istantaneamente è in grado di creare strategie di vittoria infallibili; allo stesso modo è in grado di riuscire a suonare uno strumento musicale, non appena lo ha ricevuto, e di programmare a velocità impressionante con il computer. D'altro canto Yuki non è infallibile, ed ha un'innocente difficoltà a comprendere a fondo i normali comportamenti sociali e le più semplici tecnologie terrestri, come il mouse.
Yuki ha una personalità introversa, e il più delle volte preferisce esprimersi con i più semplici linguaggi del corpo anziché parlare. Quando è costretta ad esprimersi a voce lo fa in maniera molto concisa ed in maniera monotona e inespressiva. Pensa in maniera molto razionale, e per tale ragione spesso ha difficoltà a comprendere il comportamento altrui. Il suo unico divertimento è la lettura, ed infatti è la cosa che fa per la maggior parte del tempo in cui il suo personaggio viene mostrato. Con il procedere della serie sviluppa anche un certo interesse per i computer, e a modo suo persino un certo senso dell'umorismo, anche se per via della sua inespressività è quasi impossibile capire quando sta scherzando e quando no. Nelle ultime light novel inoltre il suo comportamento comincia ad assomigliare sempre più a quello umano. Rifiuta di dar spiegazioni sul suo operato, rimane delusa da una dichiarazione e si arrabbia quasi in modo tangibile durante un colloquio con il presidente del consiglio studentesco. Nonostante la sua freddezza, Yuki sembra essere genuinamente affezionata ai suoi compagni delle Brigata SOS ed in particolar modo a Kyon.

## Accoglienza
Yuki Nagato ha ricevuto il premio Anime Grand Prix della rivista Animage come miglior personaggio femminile del 2006 e 2009, classificandosi rispettivamente al sesto e al terzo posto.